# سیارک ۴۴۵۹۷
سیارک ۴۴۵۹۷ (به انگلیسی: 44597 Thoreau، نامگذاری:1999PW) چهل و چهار هزار و پانصد و نود و هفتمین سیارک کشف شده‌است که در ۶ اوت ۱۹۹۹ کشف شد.